# Leuze electronic
Die Leuze electronic GmbH & Co. KG mit Sitz in Owen (Baden-Württemberg) ist ein deutscher Hersteller von Sensoren und Sicherheitslösungen in der industriellen Automation. Für das Familienunternehmen sind weltweit mehr als 1.600 Mitarbeitende  tätig, beispielsweise in den 21 Vertriebsgesellschaften, an sechs Produktionsstandorten und drei technologischen Kompetenzzentren. Zudem wird das Unternehmen von über 40 internationalen Partnern und Distributoren unterstützt.

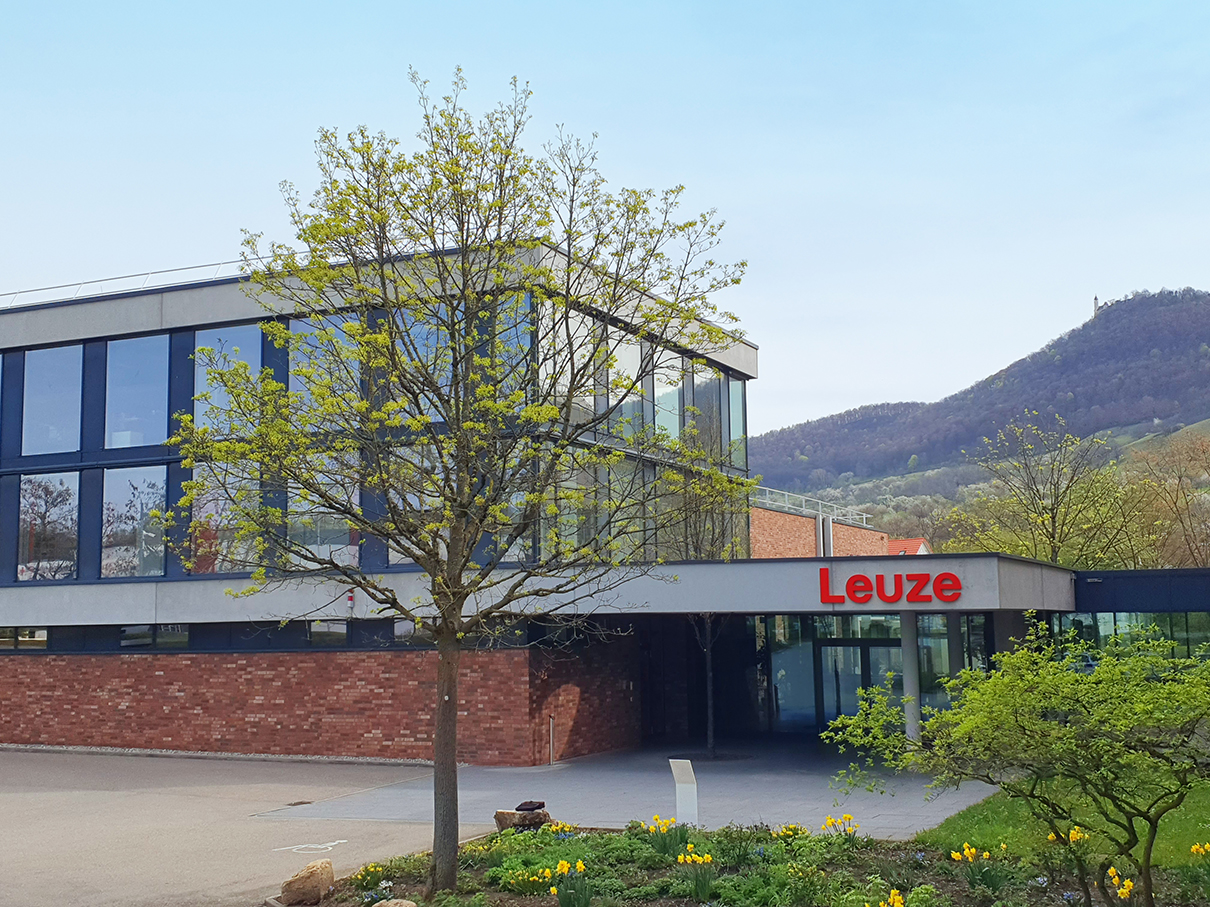
Leuze Firmenzentrale in Owen

## Geschichte
Die Unternehmensgeschichte von Leuze hat ihren Ursprung in der Textilbranche. 1861 baute das Familienunternehmen eine mechanische Baumwollweberei und -spinnerei mit Unternehmenssitz in Unterlenningen auf. Ein zweiter Sitz in Owen folgte. 1887 wurde dort eine Weberei eingerichtet.  Seit 1894 ist dort auch die Leuze-Firmenzentrale angesiedelt. Grund für die Ansiedlung war die Nutzung der Wasserkraft der Lauter. 1925 wurde eine weitere Betriebsstätte in Donzdorf eröffnet. 1935 betrieb das zu diesem Zeitpunkt als C. A. Leuze Baumwollspinnerei und -weberei in Owen und Unterlenningen firmierende Unternehmen drei Wasserkraftanlagen an der Lauter, die jüngste davon 1921 errichtet. 32.880 Spindeln wurden zu diesem Zeitpunkt insgesamt an allen Standorten betrieben. Die erzeugten Garne wurden zum Teil in der eigenen Weberei mit 381 Webstühlen genutzt. Die Belegschaft umfasste 1935 rund 750 Personen. Im gleichen Jahr beteiligte sich das Unternehmen gemeinsam mit zahlreichen anderen Branchenvertratern an der Gründung der Süddeutschen Spinnfaser Aktiengesellschaft in Kulmbach. 1936 beteiligte es sich mit anderen regionalen Unternehmen an der Errichtung einer Wohnsiedlung in Unterlenningen.
In den 1960er-Jahren positionierte sich das Unternehmen neu und bediente zunehmend Branchen außerhalb des Textilbereichs. Die Leuze-Gruppe entstand, zunächst bestehend aus Leuze textil und bielomatik Leuze.
Am 1. Januar 1963 startete die Leuze electronic in Owen in einem ehemaligen Werksabteil der Leuze textil. Das Ziel war die Herstellung von Optosensoren. Erste Sensoren wurden zunächst für die eigenen Textilmaschinen entwickelt, bald aber auch für Kunden in weiteren Industrien.
1977 wurde die erste Tochtergesellschaft Leuze Opto electronic in Unterstadion gegründet. Heute firmiert diese als Leuze electronic assembly GmbH und fertigt elektronische Baugruppen und bestückte Leiterplatten (PCBAs).
Von 1981 an erfolgte die Gründung weiterer Tochtergesellschaften zunächst innerhalb Europas, dann auch außerhalb. Auch heute und in Zukunft eröffnet Leuze weltweit neue Standorte.
Der dritte deutsche Standort in Germering bei München, ist auf die Entwicklung von Safety-Produkten spezialisiert. Zudem gibt es in Unterlenningen, in unmittelbarer Nähe zur Leuze Firmenzentrale, ein internationales Distributionszentrum.

## Produkte
Zum Leuze Produktportfolio gehören schaltende und messende Sensoren sowie Safety-Produkte, -Services und -Lösungen. Darüber hinaus bietet Leuze Identifikationssysteme, Lösungen für die industrielle Bildverarbeitung und optische Datenübertragung sowie Netzwerk- und Anschlusstechnik an.
Schaltende Sensoren
Schaltende Sensoren detektieren Objekte und Verpackungen zuverlässig mit unterschiedlichen Funktionsprinzipen und Technologien. Leuze bietet verschiedene Sensoren, die Objekte optoelektronisch, per Ultraschall, induktiv oder kapazitiv erkennen und ein stabiles Schaltsignal ausgeben.
Messende Sensoren

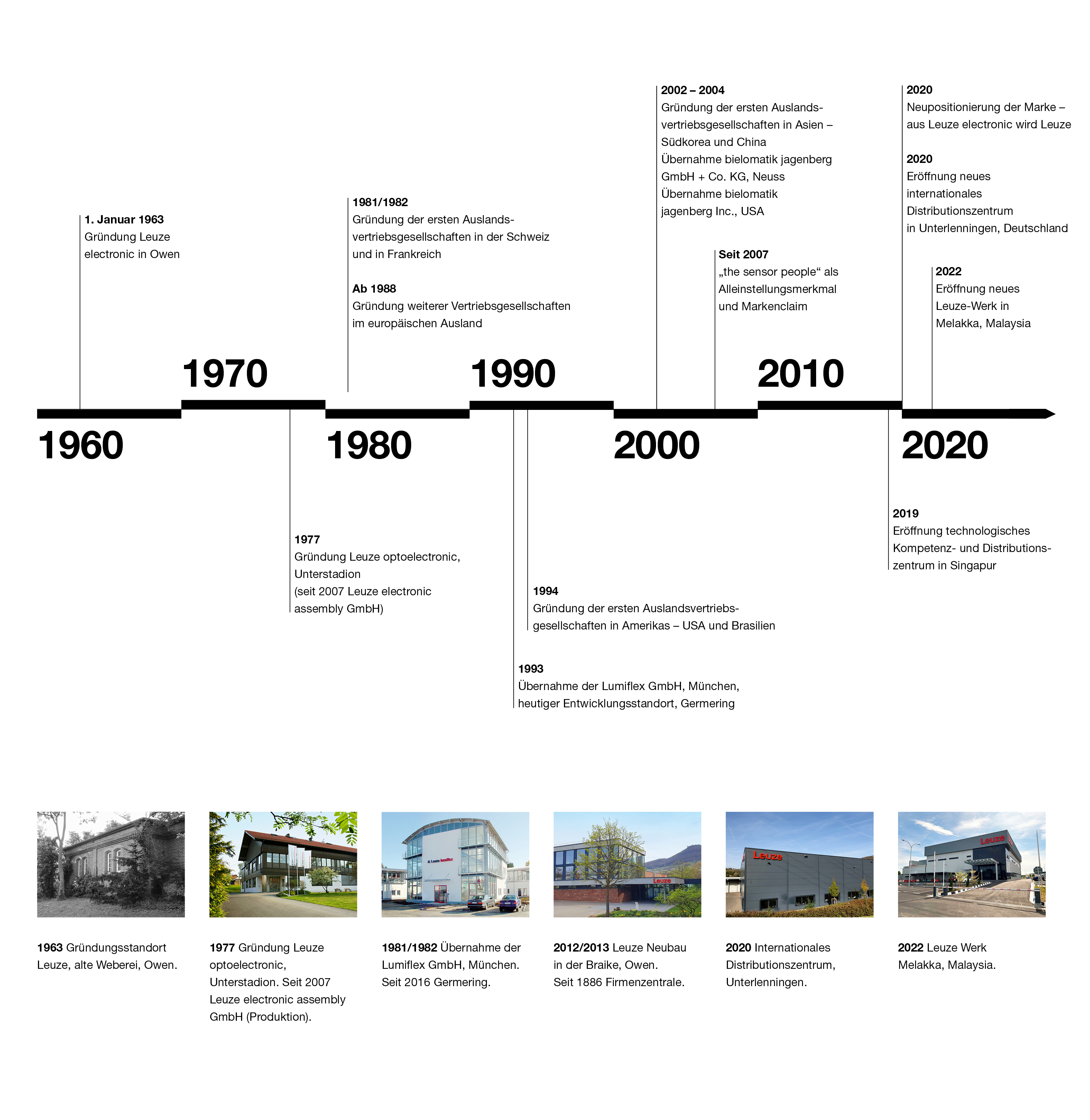
Unternehmerische Meilensteine im Überblick

Messende Sensoren können aktiv Abstände prüfen, Absolutdistanzen zur Positionierung von Achsen im Anlagenbau berechnen und weitere Parameter überwachen, um intelligent und selbstständig Aktionen zu initiieren und etwa regelnd in Abläufe einzugreifen. Leuze bietet unterschiedliche Sensortechnologien, mit denen messende Anwendungen gelöst werden können.
Hierzu zählen optische Abstandssensoren, Ultraschall-Abstandssensoren, Sensoren zur Positionierung oder Konturvermessung, Flächenscanner, sowie messende Lichtvorhänge und messende Gabelsensoren. Je nach Anwendung sind dabei auch verschiedene Kommunikationsschnittstellen wie IO-Link, Busschnittstellen oder Ethernet-basierte Schnittstellen verfügbar.
Safety at Leuze
Safety at Leuze steht für ein umfassendes Angebot an Safety-Produkten, -Services und -Lösungen für die Maschinensicherheit. Beispiele für Safety Produkte sind Sicherheits-Laserscanner, -Lichtvorhänge und -Lichtschranken sowie -Schalter und Steuerungen. Zu den Safety Services, also Dienstleistungen rund um die Maschinensicherheit für Hersteller, Integratoren und Betreiber, zählen beispielsweise Risikobeurteilungen, Inspektionen und Nachlaufzeitmessungen.
Identifikation
In vielen Produktions- und Logistikbereichen werden Güter und Materialien durch Barcodes oder 2D-Codes gekennzeichnet. Sie dienen der Identifikation im Automatisierungsprozess und gewährleisten gleichzeitig die Rückverfolgbarkeit des Produktions- und Verpackungsprozesses für jedes einzelne Produkt. Zur Lesung dieser Codes verfügt Leuze über unterschiedliche Produkte und Technologien: Stationäre Laserscanner in der Ausführung Linien- oder Rasterscanner, kamerabasierte 2D-Codeleser sowie mobile Handscanner für Barcodes, 2D-Codes und DPM-Codes.
Netzwerk- und Anschlusstechnik

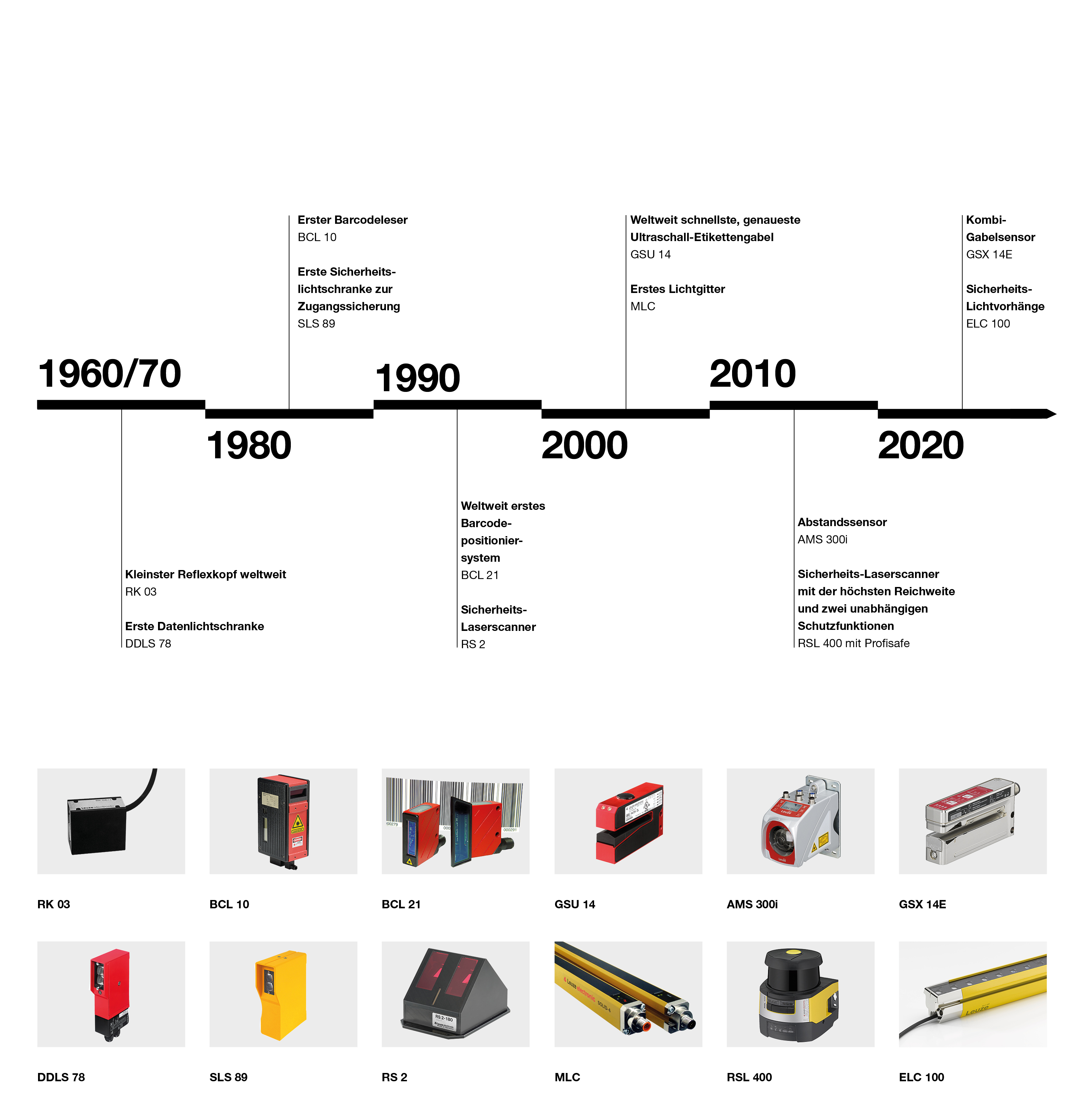
Technologische Meilensteine im Überblick

Alle Peripheriegeräte wie Sensoren, Sicherheitsschalter und Kameras benötigen eine Vernetzung mit dem Feldbus oder einer Steuereinheit. Leuze bietet hierfür beispielsweise Leitungen, Steckverbinder, optionale Adapter oder modulare Anschlusseinheiten. Letztere weisen je nach Gerätetyp und Einsatzbereich variable Schnittstellen auf, die für eine einfache Integration der Geräte in das System sorgen.
Optische Datenübertragung
Die Datenübertragungs-Lichtschranken von Leuze ermöglichen eine transparente, kontaktlose und verschleißfreie Übertragung von Industrial Ethernet Protokollen durch Lichtemission. Diese Technologie kommt bei Regalbediengeräten, Verschiebewagen, Galvanikanlagen sowie Portalkränen zum Einsatz. Die weltweit erste industrielle optische Datenlichtschranke kommt von Leuze.
Industrielle Bildverarbeitung
Bildverarbeitende Geräte prüfen Qualität, identifizieren Bauteile und liefern Einblicke sowie Daten zur Produktionsoptimierung. Die Vision Sensoren von Leuze werden unter anderem in der Verpackungsindustrie und der Intralogistik zur Lösung verschiedener bildbasierter Inspektionsaufgaben eingesetzt. Mit industriellen IP-Kameras ist die visuelle Überwachung von Bereichen möglich, die für den Anlagenbediener nicht oder nur schwer zugänglich sind. Schaltende Lichtschnittsensoren dienen der tastenden, zweidimensionalen Objekterkennung entlang einer Laserlinie. Sie eignen sich insbesondere für Vollständigkeitskontrollen oder die Produktüberwachung bei mehrspurigem Transport.

## Branchen
Leuze entwickelt und produziert Sensorik für die industrielle Automation. Dabei konzentriert sich das Unternehmen auf fünf Fokusindustrien innerhalb des Maschinen- und Anlagenbaus. Hierzu zählen die Intralogistik und Verpackungsindustrie, der Bereich Werkzeugmaschinen, die Automobilindustrie sowie die Labor Automation.
Intralogistik
Leuze ist Branchenexperte für die Intralogistik und bietet Sensorlösungen für Regalbediengeräte, Stetigförderer, fahrerlose Transportsysteme (FTS), Shuttles, Elektrohängebahnen, Krane, Verschieberegale und die Kommissionierung an. Die Industrie 4.0-fähigen Sensoren sorgen für effiziente, transparente Prozesse und durch moderne Cloud-Lösungen stehen die Prozessdaten weltweit für Wartungs- und Überwachungsaufgaben zur Verfügung.
Verpackungsindustrie
In der Lebensmittel- und Pharmaindustrie kommen Leuze Sensoren bei allen Schritten im Verpackungsprozess zum Einsatz: von der Primär- und Sekundärverpackung, über die Etikettierung bis zur Endverpackung und Palettierung. Das Portfolio umfasst Sensoren für optische Detektions- und Messaufgaben, für die Erkennung von Barcodes oder für Aufgaben in den Bereichen Detektion, Inspektion und Identifikation.
Werkzeugmaschinen
Durch die zunehmende Automatisierung und die Vision der Smart Factory werden Flexibilität und Vernetzung einzelner Werkzeugmaschinen, Fertigungszellen bis hin zu verketteten Produktionssystemen immer wichtiger. Die Sensoren von Leuze unterstützen dabei in allen Bereichen der Automatisierung, Qualitätssicherung, Rückverfolgbarkeit und Maschinensicherheit. Ziel ist, die Produktion noch flexibler, effizienter und sicherer zu gestalten.
Automobilindustrie
Die Fertigungsabläufe in Karosseriebau, Lackiererei und der Endmontage werden immer flexibler. Durch den Elektroantrieb nimmt die Komplexität und die Anzahl der Bauteile im Antriebsstrang ab, und die Produktion von Batteriezellen und Batterie-Modulen kommt hinzu. Leuze Sensoren werden in allen Fertigungsbereichen der Automobilindustrie für reibungslose Produktionsabläufe, Materialbereitstellung und Rückverfolgbarkeit eingesetzt.
Labor Automation
Für die In-Vitro-Diagnostic im Bereich Labor Automation bietet Leuze Sensorik für den Einsatz in Pre Analytic Instruments, IVD Analyzers, Automation Modules und Post Analytic Instruments. Der Schwerpunkt der Anwendungen liegt auf 1D- und 2D-Codelesung sowie Anwesenheits- und Füllstandskontrolle.

## Leuze als Arbeitgeber
Als Unternehmerfamilie war und ist der Familie Leuze schon immer der persönliche Kontakt zu ihrer Belegschaft sehr wichtig. Manche Mitarbeitende sind bereits seit Generationen bei Leuze tätig. Die Dauer der Betriebszugehörigkeit ist bei Leuze außergewöhnlich lange und beständig. In der Leuze-Gruppe wird ein wertschätzendes Miteinander großgeschrieben. Dazu zählen der gegenseitige Respekt und eine Unternehmenskultur, die geprägt ist von Vertrauen, Verlässlichkeit, Offenheit und einer familiären Atmosphäre. Für diese Werte stehen die Leuzes und ihr Familienunternehmen.

## Standorte
Australien/Neuseeland, Belgien, Brasilien, China, Dänemark/Schweden, Deutschland, Frankreich, Großbritannien, Hongkong, Indien, Italien, Malaysia, Mexiko, Niederlande, Polen, Schweiz, Singapur, Spanien, Südkorea, Türkei, USA/Kanada

## Kooperationen und Mitgliedschaften
Kooperationen
- ASI-Konsortium (AS-International Association)[6]
- IO-Link-Konsortium (IO-Link Organisation)[7]
- HALCON (MVtec Software GmbH)[8]
- Microsoft (Microsoft Corporation)

Mitgliedschaften
- VDMA (Verband Deutscher Maschinen- und Anlagenbau)[9]
- ZVEI (Zentralverband Elektrotechnik- und Elektronikindustrie e. V.)[10]
- AIM-D (Automatische Identifikation, Datenerfassung und Mob. Datenkommunikation)[11]
- PNO (PROFIBUS Nutzerorganisation e. V.)[12]
- ODVA (Open DeviceNet Vendor Association)[13]
- OPC Foundation (Open Platform Communications Foundation)[14]
- PLCopen (Efficient automation future)[15]
- CiA (CAN in Automation)[16]
- EtherCAT Technology Group (ETG)[17]
- Packaging Excellence Center (PEC)[18]

## Belege
1. ↑  www.leuze.com
2. 1 2  Kurt Löffel: Garne für alle Welt – Hübsche Stoffe für Mann und Frau, Stuttgarter NS-Kurier vom 23. März 1935, abgerufen über deutsche-digitale-bibliothek.de am 1. Mai 2025, Direktlink.
3. ↑  Deutscher Reichsanzeiger und Preußischer Staatsanzeiger vom 16. Juli 1935, abgerufen über deutsche-digitale-bibliothek.de am 1. Mai 2025, Direktlink.
4. ↑  Stuttgarter Neues Tagblatt vom 29. August 1936, abgerufen über deutsche-digitale-bibliothek.de am 1. Mai 2025, Seite 11, Direktlink.
5. ↑  AS-Interface international: current members. In: www.as-interface.net. Abgerufen am 4. Oktober 2023.
6. ↑  Herstellerübersicht. www.io-link.com, abgerufen am 4. Oktober 2023.
7. ↑  MVtec Technologie Partner. Abgerufen am 4. Oktober 2023.
8. ↑  VDMA Mitgliederliste. In: www.vdma.org. Abgerufen am 4. Oktober 2023.
9. ↑  Zvei Mitgliederliste. Abgerufen am 4. Oktober 2023.
10. ↑  AIM Mitgliederliste. Abgerufen am 4. Oktober 2023.
11. ↑  Profibus Mitgliederliste. Abgerufen am 4. Oktober 2023.
12. ↑  ODVA Mitgliederliste. Abgerufen am 4. Oktober 2023.
13. ↑  OPC Mitgliederliste. Abgerufen am 4. Oktober 2023.
14. ↑  PLCopen Mitgliederliste. Abgerufen am 4. Oktober 2023.
15. ↑  CiA Mitgliederliste. Abgerufen am 4. Oktober 2023.
16. ↑  EtherCAT Mitgliederliste. Abgerufen am 4. Oktober 2023.
17. ↑  PEC Mitgliederliste. Archiviert vom Original am 15. August 2016; abgerufen am 15. August 2016.